# دوار الشمس اللين
دوار الشمس اللين نوع نباتي يتبع جنس دوار الشمس من الفصيلة النجمية.

## البيئة والانتشار
ينتشر في النصف الشرقي للولايات المتحدة.